# 卡斯爾羅克鎮區 (明尼蘇達州達科他縣)
卡斯爾羅克鎮區（英語：Castle Rock Township）是位於美國明尼蘇達州達科他縣的一個行政鎮區。

## 地方資料
卡斯爾羅克鎮區的面積為91.71平方千米，當中陸地面積為91.60平方千米，而水域面積為0.11平方千米。根據2020年美國人口普查的數據，當地共有人口1350人，而人口密度為每平方千米14.72人。